# Железовская культура
Железовская культура (словац. Želiezovská skupina) — археологическая культура эпохи неолита (новая  датировка: 5000 — 4700 до н. э., старая датировка: 4300 — 3900 до н. э.). 
Существовала на юго-западе Словакии, западе Венгрии, на окраинах Австрии, юге Моравии, юге и юго-востоке Польши, а также в регионе Спиш.
Является дальнейшим развитием западной традиции культуры линейно-ленточной керамики (иногда рассматривается как её вариант). На последних этапах существования железовской культуры в ней всё более заметны лендьельские мотивы.
Железовская керамика отличается чрезвычайно богатым, разнообразным, ярко раскрашенным орнаментом (красная и жёлтая краска). 